# Il minareto in fiamme
Il minareto in fiamme (Law of the Lawless) è un film muto del 1923 diretto da Victor Fleming. La sceneggiatura di Edfrid A. Bingham ed E. Lloyd Sheldon si basa sull'omonimo racconto di Konrad Bercovici apparso in Ghitza, and Other Romanc es of Gypsy Blood, pubblicato a New York nel 1921.

## Trama
Sahande, una ragazza tartara, viene acquistata da Costa, un capo zingaro che, al mercato, supera l'offerta di Sender, il fidanzato di Sahande. Lo zingaro sposa la ragazza, che però non vuole rassegnarsi a quel destino. Lui allora le concede dieci giorni di tempo durante i quali Sender potrà combattere con lui per riaverla. Prima che scada la data dei dieci giorni, Sender e trenta dei suoi uomini catturano Costa e lo imprigionano in una torre. Ma quando la torre prende fuoco, Sahande si rende conto di amare Costa e lo salva.

## Produzione
Il film fu prodotto dalla Famous Players-Lasky Corporation.

## Distribuzione
Il copyright del film, richiesto dalla Famous Players-Lasky Corp., fu registrato il 30 maggio 1923 con il numero LP19074.

Distribuito dalla Paramount Pictures, il film uscì nelle sale statunitensi il 22 luglio 1923 dopo essere stato presentato in prima a New York il 18 giugno 1923.
Non si conoscono copie ancora esistenti della pellicola che viene considerata presumibilmente perduta.